# Autet
Autet – miejscowość i gmina we Francji, w regionie Burgundia-Franche-Comté, w departamencie Górna Saona.
Według danych na rok 2018 gminę zamieszkiwały 283 osoby, a gęstość zaludnienia wynosiła 25 osób/km² (wśród 1786 gmin Franche-Comté Autet plasuje się na 453. miejscu pod względem liczby ludności, natomiast pod względem powierzchni na miejscu 372.).